# Ngounié (rijeka)
Ngounié (također Ngunyé, fra. Rivière Ngounié) je rijeka koja teče kroz jugozapadni središnji Gabon. To je posljednji i drugi najvažniji pritok rijeke Ogooué, prva je rijeka Ivindo. U početku teče niz gorje Chaillu, duž granice s Kongom, a zatim skreće prema sjeverozapadu, teče kroz gradove Fougamou, Sindara i Mouila prije nego što se ulije u Ogooué.

## Etimologija
Ime rijeke, Ngounié, francuska je preformulacija riječi "Ngugni", koju su izvorno koristili govornici jezika Vili u području slapova Samba/Imperatrice sredinom 19. stoljeća kako bi nazvali sjevernu granicu svog okruga, "Nsina-Ngugni". Kada su Robert Bruce Napoleon Walker i Paul Du Chaillu stigli u to područje, zapisali su "Ngouyai" ili "Ngunyé". Govornici jezika Gisir i Punu u Gabonu znaju rijeku kao "Durembu-du-Manga", dok je govornici Apindji, Eviya i Tsogo znaju kao Otembo-a-Manga. Kele govornici to znaju kao "Melembye-a-Manga". Prvi dio ovih naziva znači "vodeno tijelo" na navedenim jezicima, a "manga" se odnosi na patuljaste palme koje rastu uz njegovu obalu.

## Geografija
Rijeka Ngounié, s površinom porječja od oko 33100km2, drugi je najveći pritok rijeke Ogooué. Izvire u gorju Chaillu. Oko 60 km nizvodno, rijeka teče prema jugu, a zatim prema zapadu, te čini granicu s Kongom. Na ušću rijeke Polo mijenja smjer, skreće prema sjeverozapadu, nakon čega prolazi kroz tri vodopada. Zatim uspostavlja poplavnu ravnicu unutar dolina duge 220 km između gorja Moukande i Chaillu. Nakon vijuganja više od 400 km na dnu doline ulijeva se u Ogooué prije Lambarénéa. Razvoj u poplavnoj nizini odvija se uglavnom u područjima između Lébambe i Mouile, te ponovno od područja Fougamoua do Ogoouéa u Lambareneu. Konzervativno, procijenjena površina poplavnog zemljišta u dolini je otprilike 1500 km2. Lijeva obala karakterizira pjeskovito glinasto tlo.
Dolina rijeke Ngounié formirana je između šumom prekrivenih brda Du Chaillu i planina Ikoundou i ima travnatu vegetaciju. Regija unutar ove doline poznata je i kao Ngounié.
Njeni pritoci uključuju Louetsié, koji prolazi kroz Lébambu i Mbigou; Ikoy, čiji su glavni pritoci rijeke Ikobe i Oumba; Dollé, koji prolazi kroz Ndendé; kao i rijeke Ogoulou, Ngongo i Ovigui. Slapovi Imperatrice (također poznati kao slapovi Samba ili slapovi carice Eugénie), visoki su otprilike 10 metara. Nalaze se u riječnom zavoju u provinciji Ngounié, 5 km od Fougamoua. Ovdje je Ngounié široka oko 150 metara i ima male otoke. To je unutar Peneplain Chaillu, koji sadrži granitni gnajs i brda, kao i stjenovite uvale.:str. 1., 7.

## Klima
Klimu karakterizira ekvatorijalna vlažnost. Prosječna temperatura varira u rasponu 23–28 °C. Relativna vlažnost je obično veća od 80%. Godišnja količina padalina se mjeri oko 2000–2200 mm. Vlažne sezone javljaju se od  rujna do prosinca i od ožujka do svibnja.

## Energetika
Predloženo je da se hidroenergetski potencijal rijeke Ngounié iskoristi projektom hidroelektrane na slapovima Carice Eugénie. Projekt je planiran kao protočna shema od 56 MW s četiri jedinice kapaciteta po 14 MW. Dvije dodatne jedinice od 14 MW također su planirane za dovršetak u 2015. godini, čime će ukupni instalirani kapacitet stanice biti 84 MW. Projekt koristi glavni vodopad carice Eugénie od oko 12 metara i niz brzaka u rijeci duljine 2,000 metara, stvarajući ukupni pad od 20 metara za proizvodnju električne energije. Geologija u projektnom području sastoji se od formacija granitnog gnajsa.